# Liste der Baudenkmale in Pewsum
Die Liste der Baudenkmale in Pewsum enthält die nach dem Niedersächsischen Denkmalschutzgesetz geschützten Baudenkmale in dem ostfriesischen Ort Pewsum, der zu der Gemeinde Krummhörn gehört. Die Quelle der Baudenkmale ist der Denkmalatlas Niedersachsen. Der Stand der Liste ist der 24. März 2024.

## Allgemein
In den Spalten befinden sich folgende Informationen:
- Lage: die Adresse des Baudenkmales und die geographischen Koordinaten. Kartenansicht, um Koordinaten zu setzen. In der Kartenansicht sind Baudenkmale ohne Koordinaten mit einem roten Marker dargestellt und können in der Karte gesetzt werden. Baudenkmale ohne Bild sind mit einem blauen Marker gekennzeichnet, Baudenkmale mit Bild mit einem grünen Marker.
- Bezeichnung: Bezeichnung des Baudenkmales
- Beschreibung: die Beschreibung des Baudenkmales. Unter § 3 Abs. 2 NDSchG werden Einzeldenkmale und unter § 3 Abs. 3 NDSchG Gruppen baulicher Anlagen und deren Bestandteile ausgewiesen.
- ID: die Objekt-ID des Baudenkmales
- Bild: ein Bild des Baudenkmales, ggf. zusätzlich mit einem Link zu weiteren Fotos des Baudenkmals im Medienarchiv Wikimedia Commons. Wenn man auf das Kamerasymbol klickt, können Fotos zu Baudenkmalen aus dieser Liste hochgeladen werden:

| Lage                                              | Bezeichnung                | Beschreibung | ID       | Bild           |
| ------------------------------------------------- | -------------------------- | --- | -------- | -------------- |
| Burgstraße 5 53° 26′ 8″ N, 7° 5′ 39″ O            | Hotel                      | Fünfachsiger und nach Süden verlängerter Backsteinbau mit leicht abgesetztem Mittelrisalit. 1. Hälfte 19. Jh. | 34665339 |                |
| Burgstraße 20 53° 26′ 5″ N, 7° 5′ 50″ O           | Wohnhaus                   | | 34665958 |                |
| Cirksenastraße 4 53° 26′ 7″ N, 7° 5′ 49″ O        | Wohn-/ Wirtschaftsgebäude  | Backsteinbau mit reichem Ziermauerwerk und kleinem Wirtschaftsteil. Um 1870/1880. | 34665388 |                |
| Drostenplatz 3 53° 26′ 11″ N, 7° 5′ 41″ O         | Neue Burg                  | Zweigeschossiger, siebenachsiger Backsteinbau auf baumbestandenem Gartengrundstück. Mittelrisalit mit erhaltener Treppenanlage und originalem Eingang. 2. Hälfte 19. Jh.                                                     | 34665434 |                |
| Drostenplatz 5 53° 26′ 8″ N, 7° 5′ 42″ O          | Alte Burg                  | Ehemaliger Häuptlingssitz der Familie Manninga. West- und Südflügel in Backsteinmauerwerk, der Nordflügel unter holländischem Einfluss mit Specklagenschichten, im Keller Schlüsselloch-Schießscharten. 1458 / Mitte 16. Jh. | 34665459 | Weitere Bilder |
| Drostenplatz 5 53° 26′ 8″ N, 7° 5′ 43″ O          | Alte Burg (Epitaphe)       | | 34666235 |                |
| Drostenplatz 5 53° 26′ 9″ N, 7° 5′ 42″ O          | Alte Burg (Brunnen)        | | 34666211 | BW             |
| Drostenplatz 5 53° 26′ 8″ N, 7° 5′ 41″ O          | Alte Burg (Graft)          | | 34666260 | BW             |
| Drostenplatz 6 53° 26′ 8″ N, 7° 5′ 46″ O          | St. Nicolaus               | Romanischer Saalbau mit 1862 erneuerten Außenwänden. | 34665484 | Weitere Bilder |
| Drostenplatz 6 53° 26′ 7″ N, 7° 5′ 46″ O          | St. Nicolaus (Glockenturm) | Hoher Backsteinbau mit 1833 erneuerten Außenwänden über älterem Kern. Im EG Gedenktafeln für die Gefallenen des Zweiten Weltkrieges.                                                                                         | 34665509 |                |
| Drostenplatz 6 53° 26′ 7″ N, 7° 5′ 47″ O          | St. Nicolaus (Friedhof)    | | 34666160 | BW             |
| Drostenplatz 6 53° 26′ 7″ N, 7° 5′ 46″ O          | Kriegerdenkmal             | Aus Sandsteinquadern errichtet und mit Inschriftentafeln zum Gedenken der Gefallenen des Ersten Weltkrieges versehen. | 34665411 |                |
| Drostenplatz 7 53° 26′ 7″ N, 7° 5′ 44″ O          | Küsterhaus St. Nikolaus    | Eingeschossiger Ziegelbau, der die Kirchwurt nach Westen begrenzt | 34665532 |                |
| Gräfin-Sophien-Straße 2 53° 26′ 4″ N, 7° 5′ 51″ O | Wohnhaus                   | | 34665781 |                |
| Jannes-Ohling-Straße 3 53° 26′ 5″ N, 7° 5′ 50″ O  | Wohnhaus                   | | 34665555 |                |
| Jannes-Ohling-Straße 8 53° 26′ 4″ N, 7° 5′ 54″ O  | Villa                      | Gut erhaltener zweigeschossiger Massivbau mit Putzquaderung, Zwerchhaus im Mittelrisalit und Wintergartenanbau. Ende 19. Jh.                                                                                                 | 34665581 |                |
| Jannes-Ohling-Straße 8 53° 26′ 5″ N, 7° 5′ 54″ O  | Gulfhausanbau              | | 34666184 | BW             |
| Jannes-Ohling-Straße 8 53° 26′ 3″ N, 7° 5′ 54″ O  | Gartengrundstück           | | 34666357 | BW             |
| Jannes-Ohling-Straße 8 53° 26′ 4″ N, 7° 5′ 52″ O  | Einfriedung                | | 34666332 | BW             |
| Langer Weg 3 53° 26′ 14″ N, 7° 6′ 8″ O            | Helenenhof (Gulfhof)       | | 34666138 | BW             |
| Manningastraße 4 53° 26′ 11″ N, 7° 5′ 34″ O       | Villa Lucassen             | | 34665809 |                |
| Manningastraße 8 53° 26′ 8″ N, 7° 5′ 27″ O        | Wohnhaus                   | | 34665832 |                |
| Manningastraße 12 53° 26′ 7″ N, 7° 5′ 22″ O       | Müllerhaus                 | Eingeschossiger Backsteinbau unter Satteldach mit nachträglichen Dachausbauten. | 34665606 | BW             |
| Manningastraße 13 53° 26′ 6″ N, 7° 5′ 22″ O       | Mühle                      | Gut erhaltener Galerieholländer von 1843. | 34665632 | Weitere Bilder |
| Manningastraße 14 53° 26′ 6″ N, 7° 5′ 22″ O       | Speicher                   | | 34665684 |                |
| Manningastraße 14 53° 26′ 6″ N, 7° 5′ 21″ O       | Gulfscheune                | | 34665659 | BW             |
| Manningastraße 18 53° 26′ 3″ N, 7° 5′ 19″ O       | Villa                      | Eingeschossiger Putzbau auf hohem Kellergeschoss unter Mansarddach. Mittiger Portikus mit großer Freitreppe unter reich verziertem Dreiecksgiebel.                                                                           | 34665709 |                |
| Manningastraße 19 53° 26′ 3″ N, 7° 5′ 18″ O       | Wohnhaus                   | | 34665854 |                |
| Schatthausstraße 53° 26′ 14″ N, 7° 5′ 43″ O       | Kriegerdenkmal             | Ehrenmal für die Gefallenen von 1870 auf Kreisverkehr. Marmor-Obelisk auf quadratischem Postament, Bronzeadler auf Kugel als Abschluss.                                                                                      | 34665363 |                |